# Улица Ивана Ижакевича (Киев)
У́лица Ива́на Ижаке́вича (укр. ву́лиця Іва́на Їжаке́вича) — улица в Подольском районе города Киева, местности Ветряные горы и посёлок Шевченко. Пролегает от Каневской улицы до переулка Кузьмы Скрябина (Александра Бестужева).
Примыкают улицы Золочевская, Светлицкого, Межевая.

## История
Переулок возник в середине XX века под названием 227-я Новая улица, с 1957 года — Межевой переулок.
Часть переулка в 1962 году была выделена в отдельную улицу, названную в честь украинского художника Ивана Ижакевича..

## Застройка
Застройка улицы на участке между переулком Александра Бестужева и улицей Светлицкого представлена жилой 5-этажными домами, затем — частным сектором.